# Цветок и камень
«Цветок и камень» (хинди फूल और पत्थर, Phool aur Patthar) — индийский фильм, снятый режиссёром О. П. Ралханом и вышедший в прокат в 1966 году. Главные роли исполнили Дхармендра и Мина Кумари. В фильме также снялись Шашикала, Лалита Павар, Мадан Пури и Ифтекхар. «Цветок и камень» — картина, прославившая Дхармендру.
Фильм собрал в прокате 2,75 крор, став самым кассовым фильмом года и получив статус «блокбастер». В 1968 году вышел в прокат в США, а в 1970 году — в СССР, где его посмотрело порядка 46,4 млн человек. В 1968 году был выпущен ремейк фильма на тамильском языке под названием Oli Vilakku с М. Г. Рамачандраном в главной роли и в 1979 году — на малаялам Puthiya Velicham.

## Сюжет
Силой обстоятельств главный герой Шака стал профессиональным преступником. Когда во время чумы все жители города уезжают с насиженных мест, он, пользуясь возможностью, решает ограбить дом. Но ничего не находит, кроме Шанти, больной овдовевшей женщины, брошенной умирать злыми родственниками. Благодаря Шаке она выздоравливает. Вернувшись назад, её родственники сильно удивлены, что она ещё жива. Более того, они приходят в ярость, узнав о том, что их дом собирались ограбить. Они винят во всём Шанти и жестоко избивают. Однажды ночью Шанти пытается изнасиловать её собственный деверь, но Шака спасает героиню и вместе с ней убегает.

## Роли
- Мина Кумари — Шанти Деви
- Дхармендра — Шакти Сингх / Шака
- Шашикала — Рита
- Лалита Павар — миссис Дживан Рам
- Дживан — Дживан Рам
- Рам Мохан — Каличаран
- Манмохан Кришна — полицейский инспектор
- Мадан Пури — Джон, криминальный авторитет
- Сундер — доктор Алопинатх-Вайдрадж
- Тун-Тун — миссис Алопинатх (Гуддки)
- Лила Читнис — слепая нищенка
- Ифтекхар — Бабу
- Д. К. Сапру — судья
- Брахм Бхардвадж — прокурор
- Бэби Фарида — Джумни
- Мастер Азиз — Баблу
- Бхайрон — Дабу
- О. П. Ралхан — Садакрам

## Саундтрек
| №  | Название                  | Исполнитель   | Длительность |
| -- | ------------------------- | ------------- | ------------ |
| 1. | «Sheeshe Se Pee Ya»       | Аша Бхосле    | 4:42         |
| 2. | «Sun Le Pukar»            | Аша Бхосле    | 4:19         |
| 3. | «Zindagi Mein Pyar Karna» | Аша Бхосле    | 5:32         |
| 4. | «Mere Dil Ke Andar»       | Мохаммед Рафи | 7:02         |
| 5. | «Layi Hai Hazaron Rang»   | Аша Бхосле    | 5:59         |
| 6. | «Tum Kaun? Mamul»         | Мохаммед Рафи | 4:06         |

## Номинации и награды
Filmfare Awards (1967)
- Номинация «Лучшая мужская роль» — Дхармендра
- Номинация «Лучшая женская роль» — Мина Кумари[7]
- Номинация «Лучшая женская роль второго плана» — Шашикала
- Премия в категории «Лучшая работа художника-постановщика в цветном кино» — Шанти Дас
- Премия в категории «Лучший монтаж» — Васант Боркар

Дхармендра был номинирован на Filmfare Awards за лучшую мужскую роль, однако награда досталась Деву Ананду за фильм «Святой».

## Производство
Изначально в главной роли режиссёр Ралхан планировал снимать Сунилу Датту, но затем остановил выбор на Дхармендре.
Во время съёмок между Дхармендрой и режиссёром возникали трения, и, по признанию самого актёра, он даже хотел уйти из проекта, но здравый смысл восторжествовал.